# Shake Your Money Maker
„Shake Your Money Maker“ (в превод: „Разтръскай машината си за пари“) е първият студиен албум на американската Блус рок група Блек Кроус, който излиза през 1990 година. Заглавието е взето от класическа блус композиция на Елмор Джеймс. Въпреки че Кроус изпълняват песента многократно през годините, тя не е включена в едноименния албум.
Shake Your Money Maker достига до №4 в класацията на Билборд Топ 200. Два от издадените сингли, Hard to Handle и She Talks to Angels, достигат №1 в Mainstream Rock Songs. Албумът добива „Мултиплатинен 5х“ статус, продавайки се в над 5 000 000 копия само за територията на САЩ и Канада от издаването си до днес.

## Списък на песните
Всички композиции са написани от Крис и Рич Робинсън с изключение на отбелязаната.
1. Twice as Hard – 4:09
2. Jealous Again – 4:35
3. Sister Luck – 5:13
4. Could I've Been So Blind – 3:44
5. Seeing Things – 5:18
6. Hard to Handle (Allen Jones, Alvertis Isbell, Otis Redding) – 3:08
7. Thick n' Thin – 2:44
8. She Talks to Angels – 5:29
9. Struttin' Blues – 4:09
10. Stare It Cold – 5:13

## Музиканти
- Крис Робинсън – вокали
- Рич Робинсън – китари
- Джеф Кийс – китари
- Джони Колт – бас
- Стив Гормън – барабани

- Чък Лийвъл – пиано

## Комерсиални Класации
Албуми – Билборд (Северна Америка)
| Година | Песен               | Класация             | Позиция |
| ------ | ------------------- | -------------------- | ------- |
| 1990   | Jealous Again       | Билборд нови 100     | 75      |
| 1990   | Hard to Handle      | Mainstream Рок Песни | 1       |
| 1990   | Jealous Again       | Mainstream Рок Песни | 5       |
| 1990   | Twice as Hard       | Mainstream Рок Песни | 11      |
| 1991   | Hard to Handle      | Билборд нови 100     | 26      |
| 1991   | She Talks to Angels | Билборд нови 100     | 30      |
| 1991   | Seeing Things       | Mainstream Рок Песни | 2       |
| 1991   | She Talks to Angels | Mainstream Рок Песни | 1       |